# Прем'єр-ліга (Екваторіальна Гвінея)
Прем'єр-ліга Екваторіальної Гвінеї з футболу (ісп. Primera División de Guinea Ecuatorial) — змагання з футболу з-поміж клубів Екваторіальної Гвінеї, в ході якого визначається чемпіон країни й представники міжнародних клубних змагань.

## Історія
Перший розіграш Прем'єр-ліга Екваторіальної Гвінеї стартував 1979 року.
До здобуття країною незалежності існували дві окремі ліги, одна для європейців (European League) і одна для місцевих жителів (Liga Indigenas).
З 2011 року ця ліга стала напівпрофесійною. Починаючи з сезону 2012 року, турнір більше не є єдиним, а тепер ділиться на групи, що граються в Малабо та в Баті, тепер клуби з кожної групи змушені проводити матчі на семи різних стадіонах країни.

## Команди-учасниці

### Прем'єр-ліга
| - Атлетіко (Сему) - Депортіво (Ебенезер) - Депортіво (Унідад) - Леонес Вегетаріанос - Сан-Кума Спорт - Соні Ела Нгуема | - АД Монгомо - Аконангуї - Депортіво (Монгомо) - Драгон - 15 де Агосто - Расінг (Мікомесенг) |

### Другий дивізіон

#### Малабо
| - Пантери - Атлетіко (Малабо) - Атенео - Реал Екуїс Баломпьє - Інтер Жуніор - Санта-Роса - Реал (Ребола) - Реал (Тека) - Реал (Фелікстел) - Онсе Есперанзес - Депортіво (Дума Дума) - Сан-Пабло | - Академіка Депортіва Месі Нкулу - Агуїлас де Гваделупе - Реал (Санідад) - Нсок-Нсомо (футбольний клуб) - Інтер (Робелла) - Атлетіко Кампо Амор - Депортіво Калара - Семінаріо (футбольний клуб) - Ювеніл - Лос-Реєс де Бідунг - Уніон Веспер - Реал (Бонкоро) |

## Чемпіони попередніх років
| - 1979 : Реал (Ребола) - 1980 : Депортіво (Монгомо) - 1981 : Атлетіко (Малабо) - 1982 : Атлетіко (Малабо) - 1983 : Драгон - 1984 : Соні Ела Нгуема - 1985 : Соні Ела Нгуема - 1986 : Соні Ела Нгуема - 1987 : Соні Ела Нгуема - 1988 : Соні Ела Нгуема - 1989 : Соні Ела Нгуема - 1990 : Соні Ела Нгуема - 1991 : Соні Ела Нгуема | - 1992 : Аконангуї - 1993 : невідомий - 1994 : невідомий - 1995 : невідомий - 1996 : Кафе Банк Спортіф (Малабо) - 1997 : Депортіво (Монгомо) - 1998 : Соні Ела Нгуема - 1999 : Аконангуї - 2000 : Соні Ела Нгуема - 2001 : Аконангуї - 2002 : Соні Ела Нгуема - 2003 : Атлетіко (Малабо) | - 2004 : Ренасіменто - 2005 : Ренасіменто - 2006 : Ренасіменто - 2007 : Ренасіменто - 2008 : Аконангуї - 2009 : Соні Ела Нгуема - 2010 : Депортіво (Монгомо) - 2011 : Соні Ела Нгуема - 2012 : Соні Ела Нгуема - 2013 : Аконангуї - 2014 : Соні Ела Нгуема - 2015 : Расінг (Мікомесенг) |

## Чемпіонство по клубах
| Клуб                | Місто      | Чемпіонств | Роки чемпіонств                                                                          |
| ------------------- | ---------- | ---------- | ---------------------------------------------------------------------------------------- |
| Соні Ела Нгуема     | Малабо     | 15         | 1984, 1985, 1986, 1987, 1988, 1989, 1990, 1991, 1998, 2000, 2002, 2009, 2011, 2012, 2014 |
| Аконангуї           | Ебебіїн    | 5          | 1992, 1999, 2001, 2008, 2013                                                             |
| Ренасіменто         | Малабо     | 4          | 2004, 2005, 2006, 2007                                                                   |
| Атлетіко (Малабо)   | Малабо     | 3          | 1981, 1982, 2003                                                                         |
| Депортіво (Монгомо) | Монгомо    | 3          | 1980, 1997, 2010                                                                         |
| Кафе Банк Спортіф   | Малабо     | 1          | 1996                                                                                     |
| Драгон              | Бата       | 1          | 1983                                                                                     |
| Реал (Ребола)       | Ребола     | 1          | 1979                                                                                     |
| Расінг (Мікомесенг) | Мікомесенг | 1          | 2015                                                                                     |

## Команди, які раніше виступали у вищому дивізіоні
- Сан-Педро Клаверт